# Dutch Sternaman
Edward Carl „Dutch“ Sternaman (* 9. Februar 1895 in Springfield, Illinois; † 1. Februar 1973 in Chicago, Illinois) war ein US-amerikanischer American-Football-Spieler. Er spielte in der National Football League (NFL) bei den Chicago Bears. Zusammen mit George Halas war er der Besitzer der Bears.

## Spielerlaufbahn

### Collegekarriere

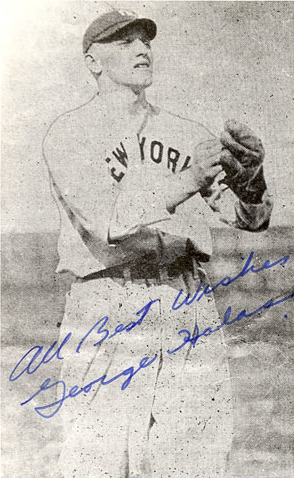
George Halas, 1919

Dutch Sternaman besuchte in seinem Heimatort Springfield die High School. Unterbrochen durch seinen Wehrdienst studierte er nach seinem Schulabschluss von 1916 bis 1920 an der University of Illinois, wo er auch Football spielte. Für seine sportlichen Leistungen wurde Sternaman 1916, 1917 und 1919 ausgezeichnet. Auf dem College spielte er zusammen mit George Halas. Beide wurden im Jahr 1920 professionelle Footballspieler bei den Decatur Staleys. 1919 gewann Sternaman mit seiner Mannschaft die Conference-Meisterschaft, die amerikanische Presse wählte die „Fighting Illini“ zum nationalen Footballmeister.

### Profikarriere
Im Jahr 1919 erhielten Halas und Sternaman ein Angebot der Fa. A. E. Staley ein professionelles Footballteam in Decatur aufzubauen. Die Mannschaft sollte als Werbeträger der Firma agieren. Sternaman schloss daraufhin sein Studium ab. George Halas hatte mittlerweile zusammen mit weiteren Interessenten in Chicago eine professionelle Footballliga ins Leben gerufen, die American Professional Football Association (APFA), die später in National Football League umbenannt wurde. Sternaman und Halas stellten danach die Mannschaft der Staleys auf. Neben Jake Lanum, einem ehemaligen Spieler der „Fighting Illini“, wurden die späteren Mitglieder in der Pro Football Hall of Fame Guy Chamberlin, Paddy Driscoll und George Trafton verpflichtet. Die Mannschaft der Staleys nahm im Jahr 1920 den Spielbetrieb auf. George Halas fungierte als Spielertrainer der Mannschaft, Sternaman spielte für das Team als Runningback und Quarterback.

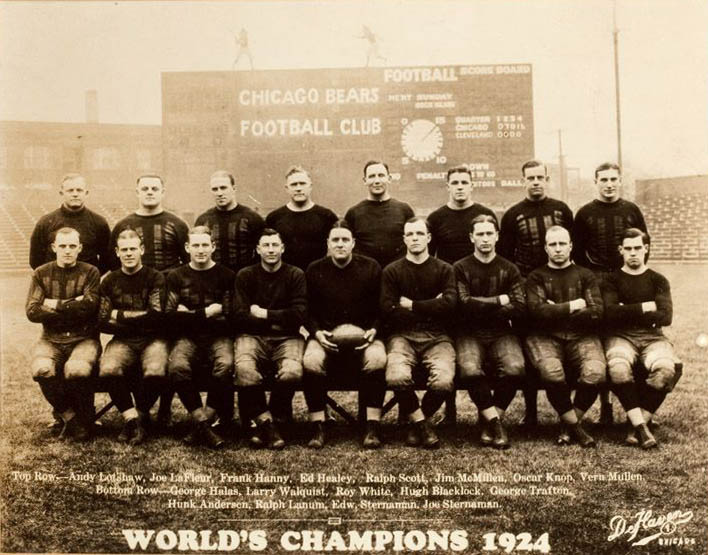
Chicago Bears, 1924

Die Staleys konnten sich in der APFA sofort als Spitzenmannschaft etablieren. Während man 1920 noch Zweiter in der Liga wurde, gewann das Team 1921 nach dem Umzug nach Chicago die APFA-Meisterschaft. Vor der Saison hatte die Fa. A. E. Staley die Sportfranchise an Halas und Sternaman abgegeben. Die Staleys bezahlten ihren Spielern pro Spiel ein Gehalt von 75 bis 100 US-Dollar und die Firma hatte im Jahr 1920 mit den Bears einen Verlust von 14.000 US-Dollar gemacht. A. E. Staley zahlte Halas und Sternaman für die Namensrechte an dem Team in der Saison 1921 5000 US-Dollar. Mit dem Umzug der Mannschaft nach Chicago begann auch der wirtschaftliche Erfolge. Während 1920 nur durchschnittlich 2000 Zuschauer die Spiele der Mannschaft verfolgten, lag der Zuschauerdurchschnitt im Jahr 1921 schon bei 10.000 Zuschauern. Der Gewinn im Jahr 1921 soll bei 21.000 US-Dollar gelegen haben.

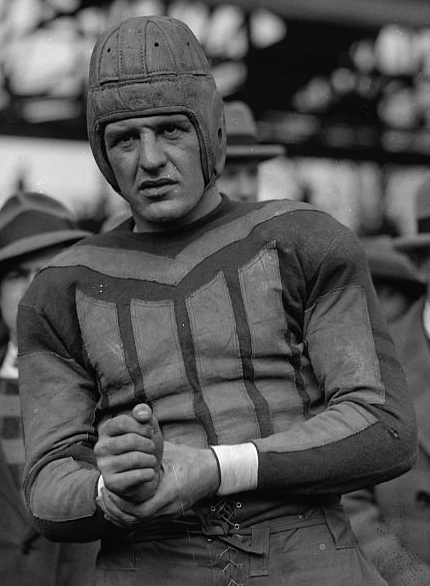
Red Grange

Die Mannschaft der Bears konnte sich in den nächsten Jahren mit weiteren Spitzenspielern wie dem Bruder von Dutch, Joey Sternaman, Ed Healey, William Roy Lyman, Red Grange oder Bronko Nagurski verstärken und dauerhaft als Spitzenteam etablieren. Nach der Saison 1927 beendete Dutch Sternaman seine Spielerlaufbahn und betrieb danach eine Tankstelle. Er blieb jedoch Mitbesitzer der Bears. Das Team gewann 1932 seine zweite Meisterschaft. Die Saison verlief allerdings alles andere als zufriedenstellend. Während die Bears sieben von 14 Spielen gewannen, einmal verloren und sechsmal unentschieden spielten, konnten die Green Bay Packers zehn von 14 Spielen gewinnen, verloren allerdings auch drei Begegnungen. Ohne einen einzigen Punkt zu erzielen, spielten die Bears in ihren ersten drei Saisonspielen jeweils unentschieden, darunter auch das Auswärtsspiel gegen die Packers. Sternaman zog sich nach dieser Saison vollständig zurück. Das Verhältnis zwischen Halas und ihm soll sich zuvor deutlich verschlechtert haben. Durch die Verpflichtung von teuren Starspielern wie Grange oder Nagurski waren die Bears in die Verlustzone geraten. Sternaman hatte durch den Betrieb seiner Tankstelle und durch den Bau eines Appartementhauses zudem finanzielle Probleme. Er bot Halas seine Anteile an den Bears für 38.000 US-Dollar an. Da Halas diese Summe nicht auf einmal aufbringen konnte, wurde eine Ratenzahlung vereinbart. Im Jahr 1933 hatte Halas Sternaman endgültig ausbezahlt.
Sternaman trainierte, nachdem er die Bears verlassen hatte, eine unterklassige College-Football-Mannschaft. Er starb im Jahr 1973 und ist auf dem Mount Emblem Cemetery in Elmhurst beerdigt.

## Ehrungen
Dutch Sternaman wurde zweimal zum All-Pro gewählt. Die Chicago Bears ehren ihn auf dem Ring of Honor.